# Jania rubens
Jania rubens (Linnaeus) J.V. Lamouroux, 1816, volgarmente detta "piumino di mare", è un'alga rossa calcarea della famiglia delle Corallinaceae.

## Descrizione
Forma tipici ciuffi piumosi alti 2-5 cm, di consistenza calcarea, con tallo ramificato dicotomicamente, fissato al substrato da un piccolo disco basale.
Usualmente di colore rosa-violaceo, tende ad assumere una colorazione bianco-giallastra nelle zone in piena luce.

## Distribuzione e habitat
È una specie a distribuzione cosmopolita, presente nelle acque costiere dell'Atlantico nord-orientale (dalla Scandinavia alla Mauritania), nel mar Mediterraneo, nel mar Nero, nell'oceano Indiano e nel Mar Cinese Meridionale.
Vive in ambienti riparati del piano infralitorale, sino a 10-15 m di profondità.
Spesso cresce su altre alghe (Cystoseira sp., Cladostephus sp., Stypocaulon sp., Digenea sp.) o su Posidonia oceanica.